# Cylindromyia obscura
Cylindromyia obscura är en tvåvingeart som först beskrevs av Jacques-Marie-Frangile Bigot 1878.  Cylindromyia obscura ingår i släktet Cylindromyia och familjen parasitflugor. Inga underarter finns listade i Catalogue of Life.